# Titus Mbishei
Titus Mbishei, né le 28 octobre 1990, est un athlète kenyan spécialiste des courses de fond. 

## Biographie

### Palmarès
| Date | Compétition                            | Lieu              | Résultat | Épreuve          | Performance |
| ---- | -------------------------------------- | ----------------- | -------- | ---------------- | ----------- |
| 2008 | Championnats du monde juniors de cross | Édimbourg         | 5e       | Individuel       | 22 min 45 s |
| 2008 | Championnats du monde juniors de cross | Édimbourg         | 1er      | Par équipes      | 21 pts      |
| 2009 | Championnats du monde juniors de cross | Amman             | 2e       | Individuel       | 23 min 30 s |
| 2009 | Championnats du monde juniors de cross | Amman             | 1er      | Par équipes      | 20 pts      |
| 2009 | Course de l'Escalade                   | Genève            | 1er      | Course populaire | 20 min 26 s |
| 2011 | Course Titzé de Noël                   | Sion              | 1er      | Course populaire | 19 min 25 s |
| 2014 | Course Marseille-Cassis                | Marseille, Cassis | 1er      | 20 km            | 59 min 12 s |
| 2015 | Course Marseille-Cassis                | Marseille, Cassis | 3e       | 20 km            | 58 min 55 s |